# Guillaume Bastille
Guillaume Bastille (Rivière-du-Loup, 21 juli 1985) is een Canadees shorttracker.
In 2010 werd Bastille olympisch kampioen op de relay in eigen land.

## Resultaten

### Olympische Winterspelen
| Jaar | Plaats    | Resultaten     |
| ---- | --------- | -------------- |
| 2010 | Vancouver | relay DQ 1500m |

### Wereldkampioenschappen
| Jaar | Plaats   | Resultaten |
| ---- | -------- | ---------- |
| 2010 | Bormio   | team       |
| 2012 | Shanghai | relay      |

1992: Kim, Lee, Mo, Song ·
1994: Carnino, Fagone, Herrnhof, Vuillermin ·
1998: Bédard, Campbell, Drolet, Gagnon ·
2002: Bédard, Gagnon, Guilmette, Tremblay, Turcotte ·
2006: Ahn, Lee, Seo, Song ·
2010: Bastille, Ch. Hamelin, F. Hamelin, Jean, Tremblay ·
2014: An, Grigorev, Jelistratov, Zacharov ·
2018: S. Liu, S.S. Liu, Knoch, Burján ·
2022: Ch. Hamelin, Dubois, Pierre-Gilles, Dion